# حصاد كونجي
حصاد كونجي هي مسرحية للكاتب النيجيري وولي سوينكا. كتبها عام 1965 وتم عرضها لأول مرة في داكار، السنغال، في المهرجان الدولي للفنون السوداء الأول في أبريل 1966. وتم عرضها لاحقًا لتكون فيلم يحمل نفس الاسم ، من إخراج الأمريكي أوسي ديفيس.
نُشرت المسرحية عام 1967 في لندن ونيويورك بواسطة دار نشر جامعة أكسفورد

## حبكة
يحاول الرئيس كونغي، دكتاتور دولة نامية الأفريقية، تحديث الدولة بعد الإطاحة بالملك أوبا دانلولا المحتجز. يطلب كونغي من دانلولا أن يقدم له بطاطس احتفالية في حفل عشاء الدولة للإشارة إلى استسلامه عن العرش. يقوم داودو، ابن أخ ووريث دانلولا، بزراعة البطاطس الثمينة في مزرعته.
تمتلك سيجي عاشقة داودو حانة يقضي فيها داودو معظم وقته. تم الكشف عن أنها كانت عاشقة كونغي السابقة.
بينما تقاوم القبائل المختلفة التوحيد، يحاول كونغي الوصول إلى هدفه بأي وسيلة ضرورية، بما في ذلك إجبار المسؤولين الحكوميين على ارتداء الملابس الأفريقية التقليدية وطلب المشورة من الرجل الذي خلعه.

## أنظر أيضا
الموت وفارس الملك (مسرحية)
الأسد والجوهرة
المفسرون